# Сливилешти (Горж)
Сливилешти (рум. Slivileşti) насеље је у Румунији у округу Горж у општини Сливилешти. Oпштина се налази на надморској висини од 218 m.

## Становништво
Према подацима из 2002. године у насељу је живело 3854 становника, од којих су сви румунске националности.

### Хронологија
| Година       | 1992 | 1993 | 1994 | 1995 | 1996 | 1997 | 1998 | 1999 | 2000 | 2001 | 2002 | 2003 | 2004 | 2005 | 2006 | 2007 | 2008 | 2009 | 2010 | 2011 | 2012 | 2013 | 2014 | 2015 | 2016 | 2017 |
| ------------ | ---- | ---- | ---- | ---- | ---- | ---- | ---- | ---- | ---- | ---- | ---- | ---- | ---- | ---- | ---- | ---- | ---- | ---- | ---- | ---- | ---- | ---- | ---- | ---- | ---- | ---- |
| Становништво | 4052 | 4066 | 4018 | 3993 | 3999 | 4010 | 4022 | 4013 | 4002 | 4008 | 3941 | 3896 | 3823 | 3762 | 3733 | 3704 | 3634 | 3557 | 3528 | 3498 | 3486 | 3437 | 3393 | 3358 | 3298 | 3242 |